# Новокотовский Льнозавод
Новокотовский Льнозавод — деревня в Молоковском районе Тверской области.

## География
Находится в восточной части Тверской области на расстоянии приблизительно 13 км по прямой на юг-юго-запад от районного центра поселка Молоково.

## История
Деревня была отмечена на карте 1984 года. До 2021 года входила в Обросовское сельское поселение до его упразднения.

## Население
Численность населения: 83 человека (русские 90 %) в 2002 году, 93 в 2010.